# 君と逢えた奇蹟
「君と逢えた奇蹟」（きみとあえたきせき）は、日本の音楽ユニット・day after tomorrowの10作目のシングル。

## 概要
- 前作「lost angel」から約5か月ぶりにして、前作同様のトリプルA面シングル。3か月連続作品リリースの第1弾作品として発売された。
- 今作よりCCCD規格から通常のCD-DA規格で発売された。
- 表題1曲目はブルボン『プチアンドプチポテトシリーズ』のTV-CMソング及び日本テレビ系列『音楽戦士 MUSIC FIGHTER』のオープニングテーマ、OV『day alone〜マノーラと姫ちゃん〜』の第1話の主題歌に使用され、初のトリプルタイアップが付いた。CMソングのタイアップは「Show Time」以来2作ぶりとなった。
- 表題2曲目と3曲目はOV『day alone〜マノーラと姫ちゃん〜』の挿入歌に使用された。
- CD+DVD規格とCD規格、DVD-Audio規格、SACD規格の4形態で発売された。DVDにはOV『day alone〜マノーラと姫ちゃん〜』の第1話と、表題1曲目と2曲目のビデオクリップが収録された。
- オリコンチャート初登場4位を獲得。6作連続でトップ10入りを果たした。

## 収録曲
| #         | タイトル                                  | 作詞      | 作曲      | 編曲                         | 時間  |
| --------- | ----------------------------------------- | --------- | --------- | ---------------------------- | ----- |
| 1.        | 「君と逢えた奇蹟」                        | 五十嵐充  | 鈴木大輔  | 五十嵐充、day after tomorrow | 4:42  |
| 2.        | 「追伸」                                  | 五十嵐充  | 鈴木大輔  | 石塚知生、day after tomorrow | 4:09  |
| 3.        | 「せつなさはこの胸の中に」                | 五十嵐充  | 北野正人  | 五十嵐充、day after tomorrow | 4:58  |
| 4.        | 「君と逢えた奇蹟 -Instrumental-」         |           | 鈴木大輔  | 五十嵐充、day after tomorrow | 4:42  |
| 5.        | 「追伸 -Instrumental-」                   |           | 鈴木大輔  | 石塚知正、day after tomorrow | 4:09  |
| 6.        | 「せつなさはこの胸の中に -Instrumental-」 |           | 北野正人  | 五十嵐充、day after tomorrow | 4:54  |
| 合計時間: | 合計時間:                                 | 合計時間: | 合計時間: | 合計時間:                    | 27:34 |

### 解説
1. 君と逢えた奇蹟
2. 追伸
3. せつなさはこの胸の中に
4. 君と逢えた奇蹟 -Instrumental-
表題1曲目のインストゥルメンタルバージョン。
5. 追伸 -Instrumental-
表題2曲目のインストゥルメンタルバージョン。
6. せつなさはこの胸の中に -Instrumental-
表題3曲目のインストゥルメンタルバージョン。

## 参加ミュージシャン
day after tomorrow
- misono：Vocals
- 北野正人：Guitar
- 鈴木大輔：Keyboards

support musician
- 五十嵐充：Programming & Keyboards (全曲)
- 石塚知生：Programming & Keyboards (#2,5)
- 加藤薫：Electric Guitar & Acoustic Guitar (全曲)
- 川村ゆみ：Backing Vocals (#1〜3)

## タイアップ
- ブルボン『プチアンドプチポテトシリーズ』TV-CMソング (#1)
- 日本テレビ系列音楽バラエティ番組『音楽戦士 MUSIC FIGHTER』2005年1月度オープニングテーマ (#1)
- OV『day alone〜マノーラと姫ちゃん〜』第1話主題歌 (#1)
- OV『day alone〜マノーラと姫ちゃん〜』挿入歌 (#2,3)

## 収録アルバム
- day alone (#1〜3)
- complete Best (#1〜3)
- single Best (#1)
- Selection Best Album (#1)